# Бей-Сити (Техас)
Бей-Сити (англ. Bay City) — город в США, расположенный в юго-восточной части штата Техас, административный центр округа Матагорда. По данным переписи за 2010 год число жителей составляло 17 614 человек, по оценке Бюро переписи США в 2018 году в городе проживал 17 681 человек.

## История
Город был основан в 1894 году, когда владелец шахт в Колорадо миллионер Дэвид Свикхаймер основал компанию по распоряжению землями города, закупленными у двух скотоводов в расчёте на то, что город будет выбран новым центром округа Матагорда. В трёх километрах от нового поселения располагался Эллиотт, имевший паромную связь с остальными городами на реке Колорадо. Ещё до появления в городе каких-либо построек в августе 1894 года была выпущена первая газета «Bay City Breeze». Газета раздавалась на территории всего округа, а одна из статей в ней сообщала о намерении властей города построить новое здание окружного суда, если жители округа проголосуют за смену административного центра в пользу Бей-Сити. 18 сентября 1894 года жители округа проголосовали за перенос столицы. Через неделю «Bay City Breeze» вышла с заголовком о победе в голосовании, а также сообщила, что города как такового ещё не существует.
В 1900 году в городе появился первый телефон. В 1901 году в Бей-Сити была проведена первая железная дорога, Cane Belt Railroad. В 1902 году город принял устав и получил органы местного управления, в город пришла железная дорога New York, Texas and Mexican Railway. В 1904 году рядом с городом была найдена нефть и построена третья железная дорога, St. Louis, Brownsville and Mexico Railway. В 1915 году в Бей-Сити были построены библиотека и колледж Bay City Business College. В 1916 году в связи с революцией в Мексике часть мужчин города отправились защищать границу с соседним государством. До строительства дамб в 1924 году, Колорадо часто затапливала город.
В 1960-х годах в Бей-Сити был построен аэропорт. В 1990-х годах город обслуживался железными дорогами Union Pacific Railroad и Atchison, Topeka and Santa Fe и был главным перевалочным центром округа, основные доходы которого поступали от нефтяных компаний.

## География
Бей-Сити находится в северо-западной части округа, его координаты: 28°59′01″ с. ш. 95°57′36″ з. д..
Согласно данным бюро переписи США, площадь города составляет около 24,1 квадратных километров, из которых 24 км2 занято сушей, а менее 0,1 км2 — водная поверхность.

### Климат
Согласно классификации климатов Кёппена, в Бей-Сити преобладает влажный субтропический климат (Cfa).
| Показатель                    | Янв.  | Фев. | Март | Апр. | Май  | Июнь | Июль | Авг. | Сен. | Окт. | Нояб. | Дек.  | Год   |
| ----------------------------- | ----- | ---- | ---- | ---- | ---- | ---- | ---- | ---- | ---- | ---- | ----- | ----- | ----- |
| Абсолютный максимум, °C       | 30    | 32,2 | 32,8 | 33,9 | 36,7 | 37,8 | 41,7 | 40,6 | 42,8 | 36,1 | 33,3  | 31,1  | 42,8  |
| Средний суточный максимум, °C | 17,7  | 19,3 | 22,4 | 25,9 | 29,1 | 32,1 | 33,4 | 33,6 | 31,7 | 28,2 | 23,2  | 19,1  | 26,3  |
| Средняя температура, °C       | 12,1  | 13,8 | 16,9 | 20,9 | 24,3 | 27,3 | 28,5 | 28,4 | 26,3 | 22,2 | 17,3  | 13,3  | 20,9  |
| Средний суточный минимум, °C  | 6,6   | 8,1  | 11,4 | 15,8 | 19,6 | 22,6 | 23,6 | 23,2 | 20,9 | 16,2 | 11,4  | 7,4   | 15,6  |
| Абсолютный минимум, °C        | −11,7 | −10  | −5,6 | 1,1  | 6,1  | 13,9 | 16,1 | 14,4 | 7,8  | −1,7 | −4,4  | −13,9 | −13,9 |
| Норма осадков, мм             | 82    | 73   | 65   | 78   | 116  | 106  | 102  | 106  | 140  | 126  | 90    | 89    | 1171  |
| Источник: weatherbase.com     |       |      |      |      |      |      |      |      |      |      |       |       |       |

## Население
Согласно переписи населения 2010 года в городе проживало 17 614 человек, было 6648 домохозяйств и 4538 семей. Расовый состав города: 64,7 % — белые, 16 % — афроамериканцы, 0,7 % — коренные жители США, 0,8 % — азиаты, 0,0 % (5 человек) — жители Гавайев или Океании, 15,3 % — другие расы, 2,5 % — две и более расы. Число испаноязычных жителей любых рас составило 43,4 %.
Из 6648 домохозяйств, в 37,7 % живут дети младше 18 лет. 45,1 % домохозяйств представляли собой совместно проживающие супружеские пары (18,9 % с детьми младше 18 лет), в 17,4 % домохозяйств женщины проживали без мужей, в 5,8 % домохозяйств мужчины проживали без жён, 31,7 % домохозяйств не являлись семьями. В 27,2 % домохозяйств проживал только один человек, 10,3 % составляли одинокие пожилые люди (старше 65 лет). Средний размер домохозяйства составлял 2,61 человека. Средний размер семьи — 3,19 человека.
Население города по возрастному диапазону распределилось следующим образом: 30,7 % — жители младше 20 лет, 25,6 % находятся в возрасте от 20 до 39, 31,5 % — от 40 до 64, 12,1 % — 65 лет и старше. Средний возраст составляет 34,5 года.
Согласно данным пятилетнего опроса 2018 года, средний доход домохозяйства в Бей-Сити составляет 47 606 долларов США в год, средний доход семьи — 49 767 долларов. Доход на душу населения в городе составляет 23 406 долларов. Около 21,1 % семей и 23,4 % населения находятся за чертой бедности. В том числе 37,7 % в возрасте до 18 лет и 18 % в возрасте 65 и старше.

## Местное управление
Управление городом осуществляется избираемыми мэром и городским советом, состоящим из пяти человек, один из которых выбирается заместителем мэра.

## Инфраструктура и транспорт
Через Бей-Сити проходят автомагистрали штата Техас 35 и 60.
В городе располагаются муниципальный аэропорт Бей-Сити и сервисный аэропорт Fehmel Dusting Service Airport. Муниципальный аэропорт располагает одной взлётно-посадочной полосой длиной 1557 метров. Длина единственной полосы сервисного аэропорта составляет 634 метра. Ближайшим аэропортом, выполняющим коммерческие пассажирские рейсы, является региональный аэропорт Виктории. Аэропорт находится примерно в 100 километрах к западу от Бей-Сити.

## Образование
Город обслуживается независимым школьным округом Бей-Сити.
В городе находится филиал общественного колледжа округа Уортон.

## Экономика
Согласно финансовому отчёту города за 2015 отчётный год, Бей-Сити владел активами на сумму $52,99 млн., долговые обязательства города составляли $27,51 млн. Доходы города в 2015 году составили $23,26 млн., а расходы $21,58 млн.
Крупнейшими работодателями в городе являются:
| Работодатель                       | Число работников |
| ---------------------------------- | ---------------- |
| АЭС Саус-Тексас                    | 1170             |
| Школьный округ Бей-Сити            | 538              |
| Главный госпиталь округа Матагорда | 410              |
| Округ Матагорда                    | 250              |
| OXEA                               | 230              |
| Tenaris                            | 165              |
| LyondellBasell                     | 150              |
| Город Бей-Сити                     | 150              |
| Walmart                            | 150              |
| H-E-B                              | 120              |

## Отдых и развлечения
Рядом с городом располагается птичий заповедник округа Матагорда. Территория площадью около 140 000 м2 пролегает вдоль реки Колорадо.
Также в Бей-Сити находится музей округа, лига искусств Бей-Сити, и также общественный театр. Театр даёт представления на разных площадках в черте города.

## Город в популярной культуре
В Бей-Сити снималась часть фильма 1965 года «Малыш, дождь должен пойти».

## Галерея

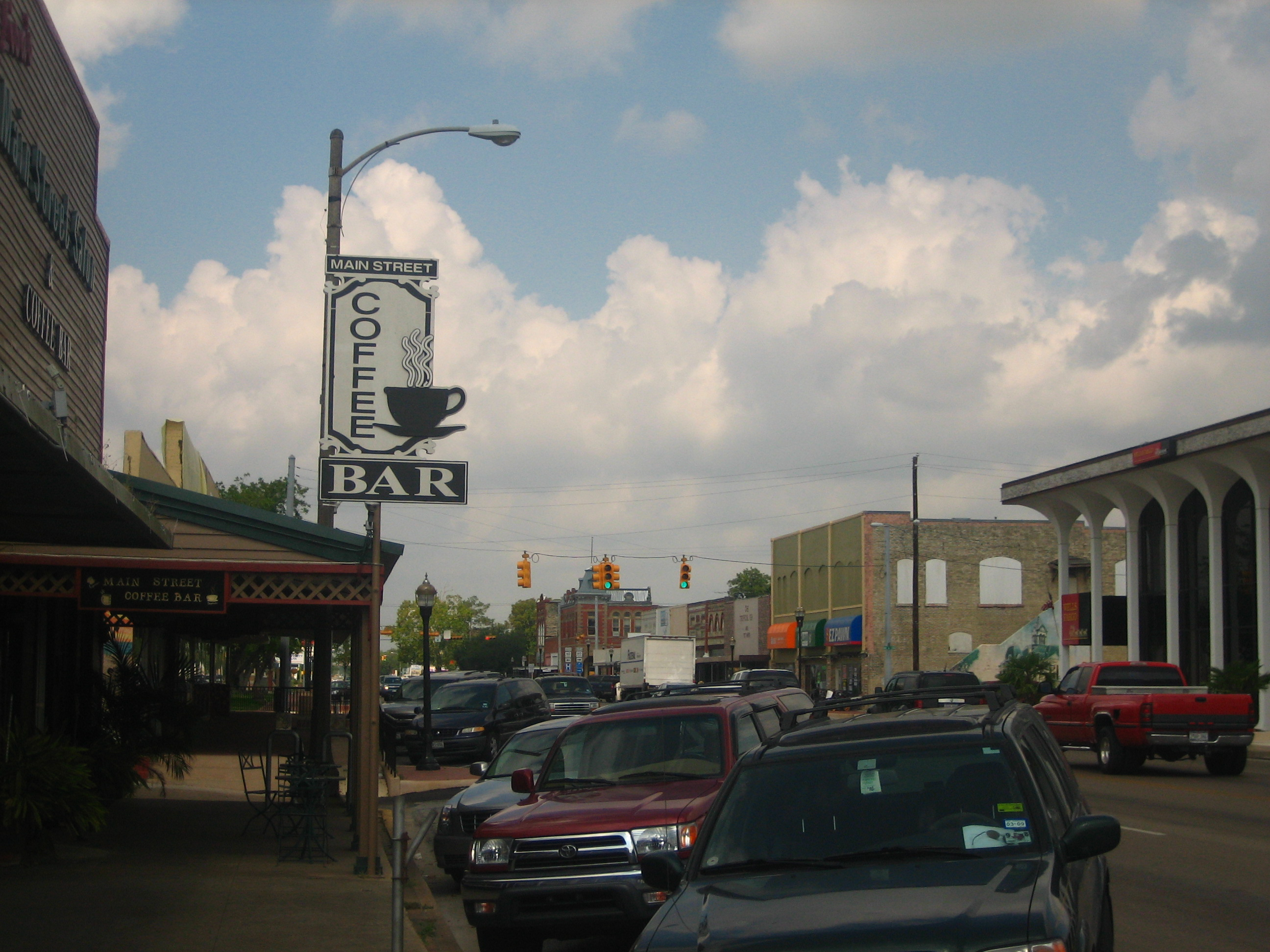
Центр Бей-Сити
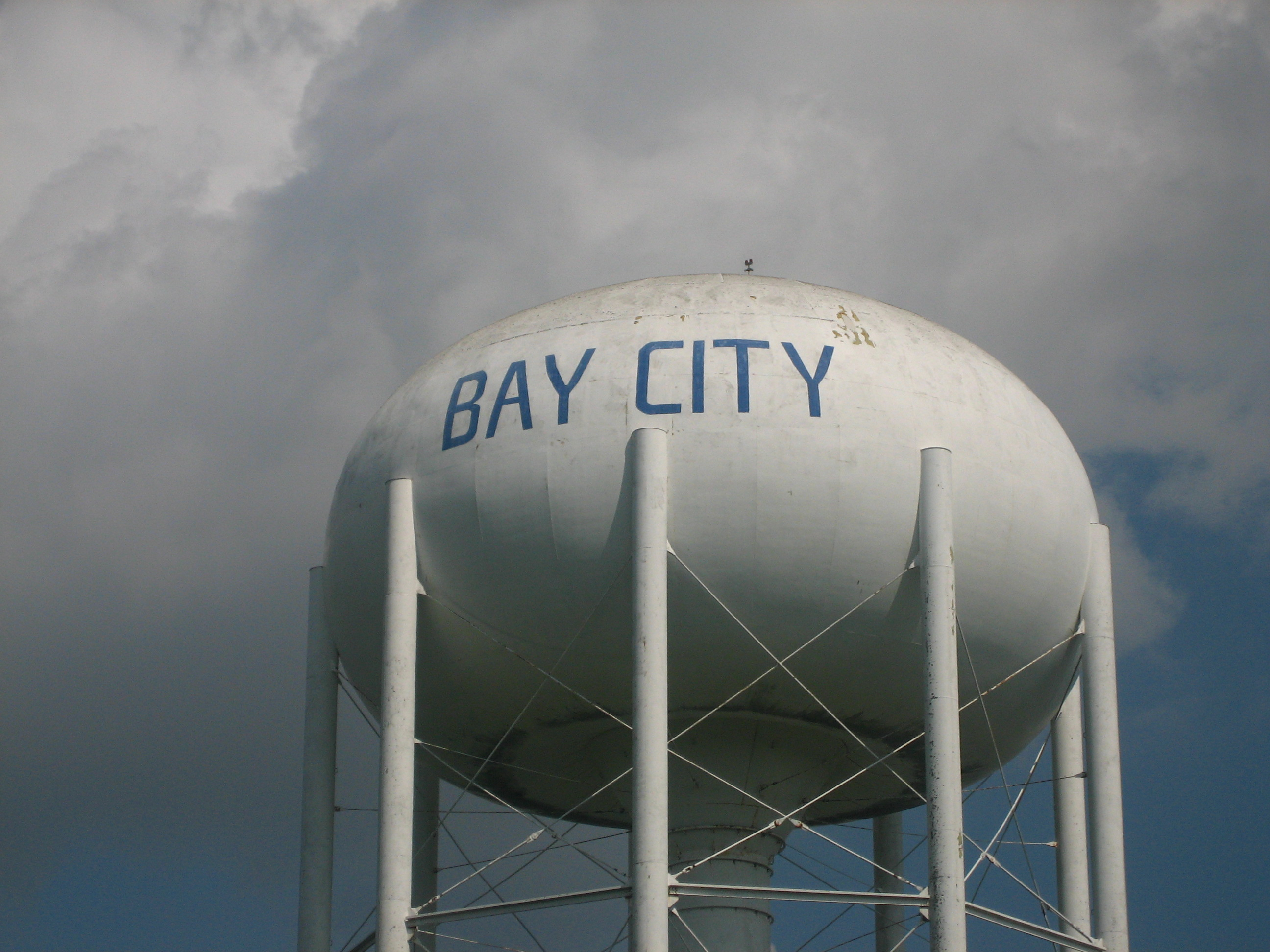
Водонапорная башня города
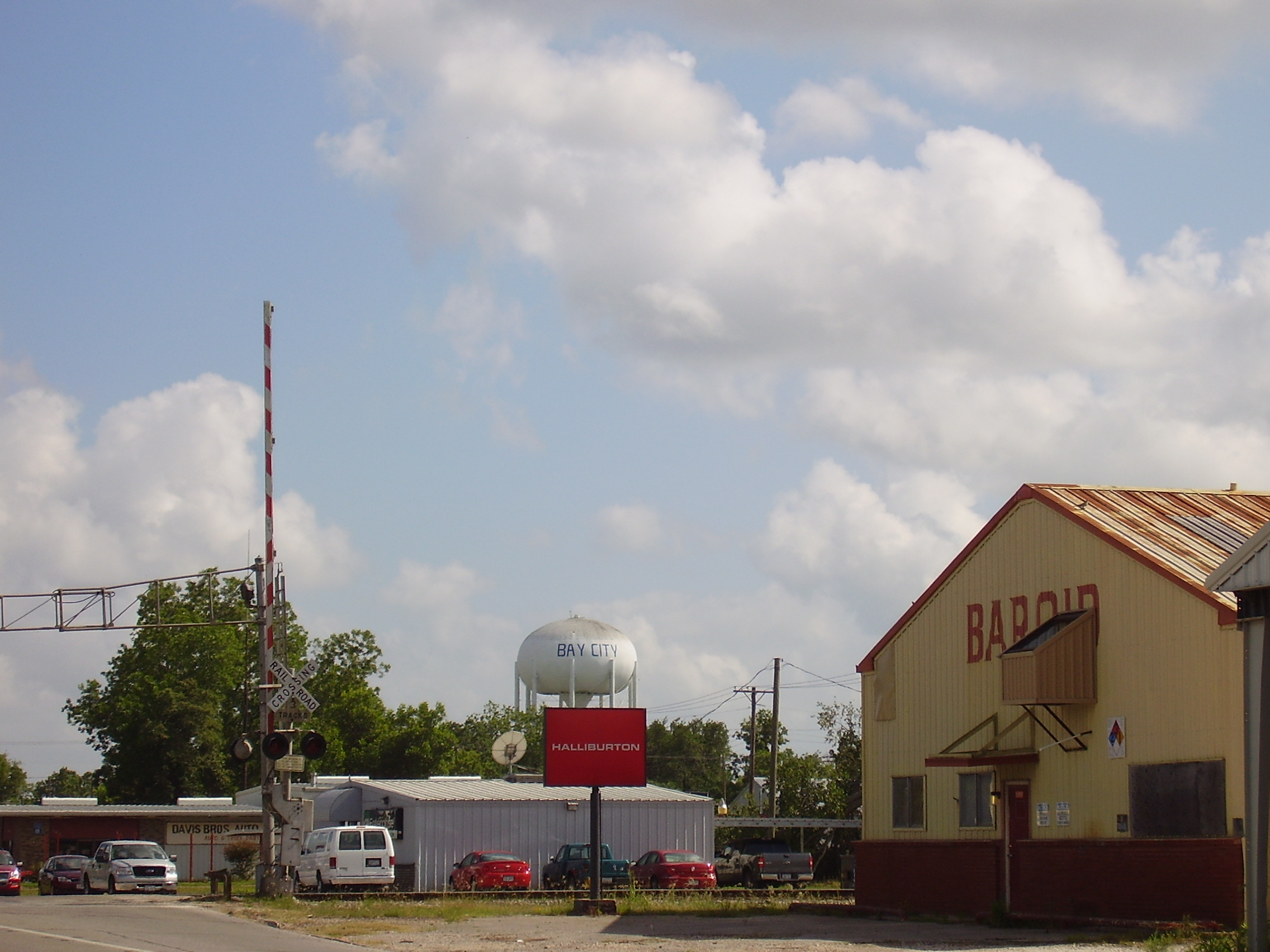
Местные предприятия Бей-Сити
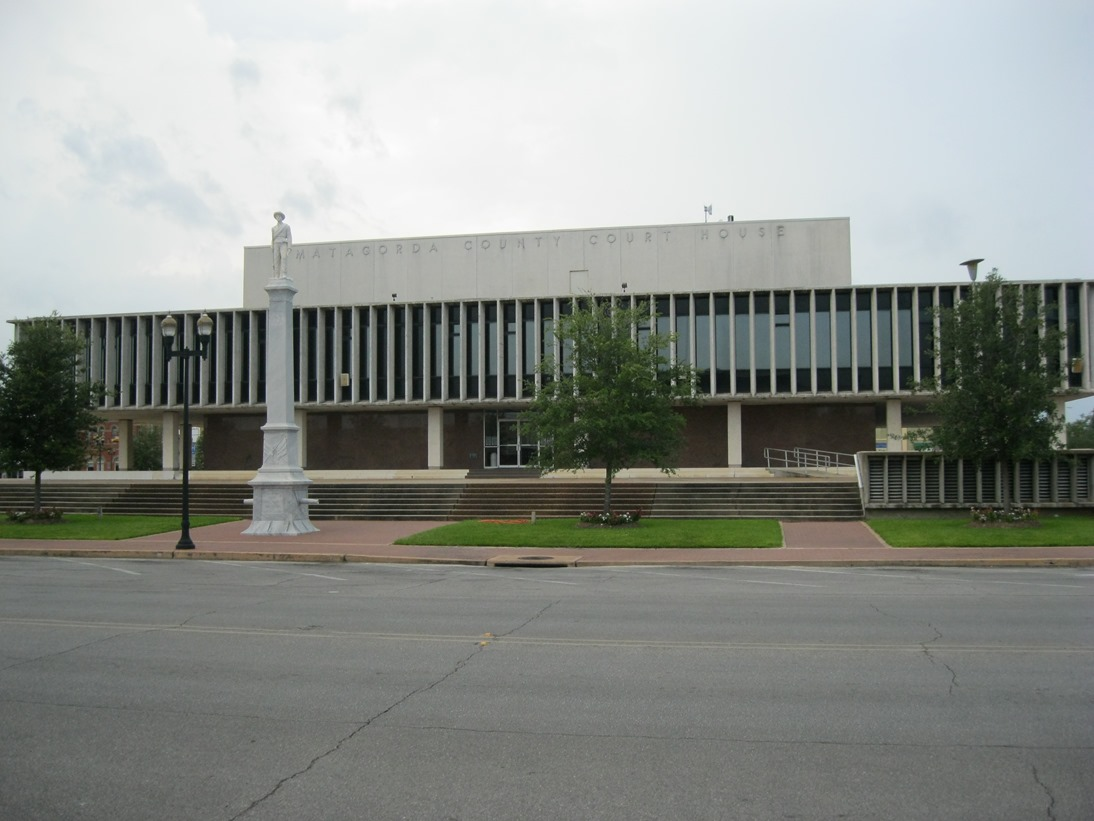
Вид на здание суда округа
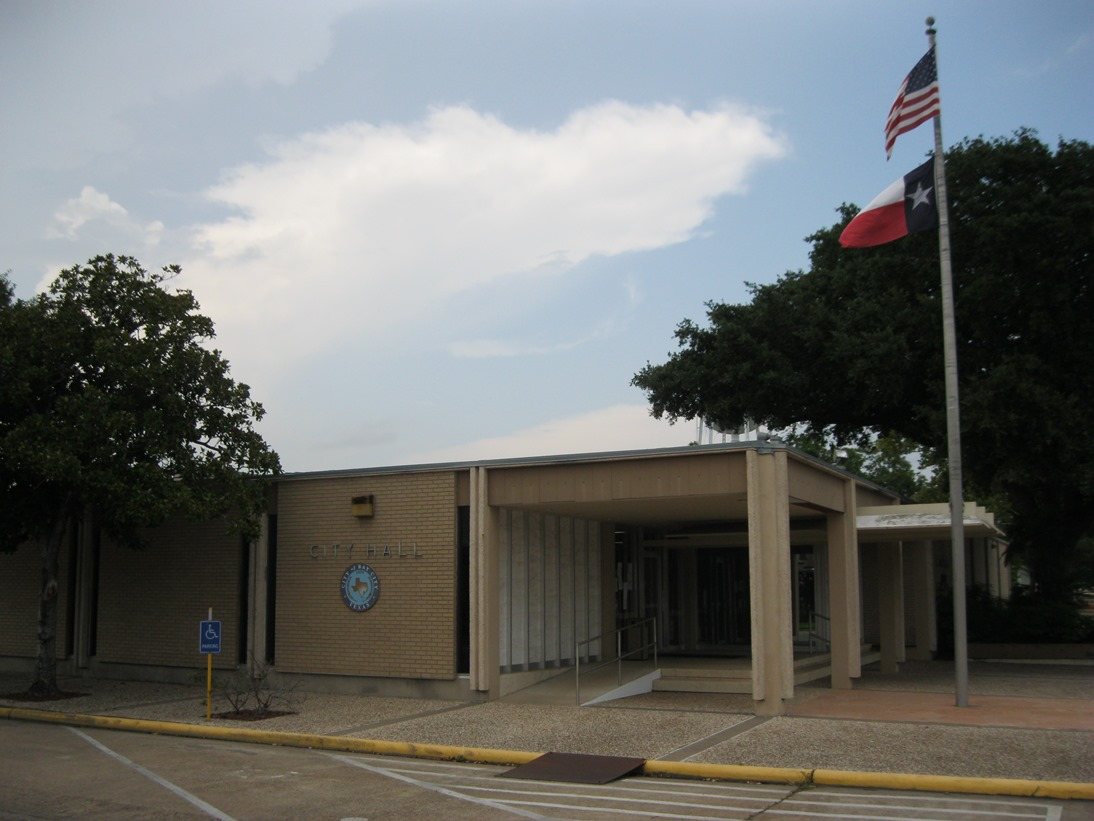
Городская ратуша Бей-Сити
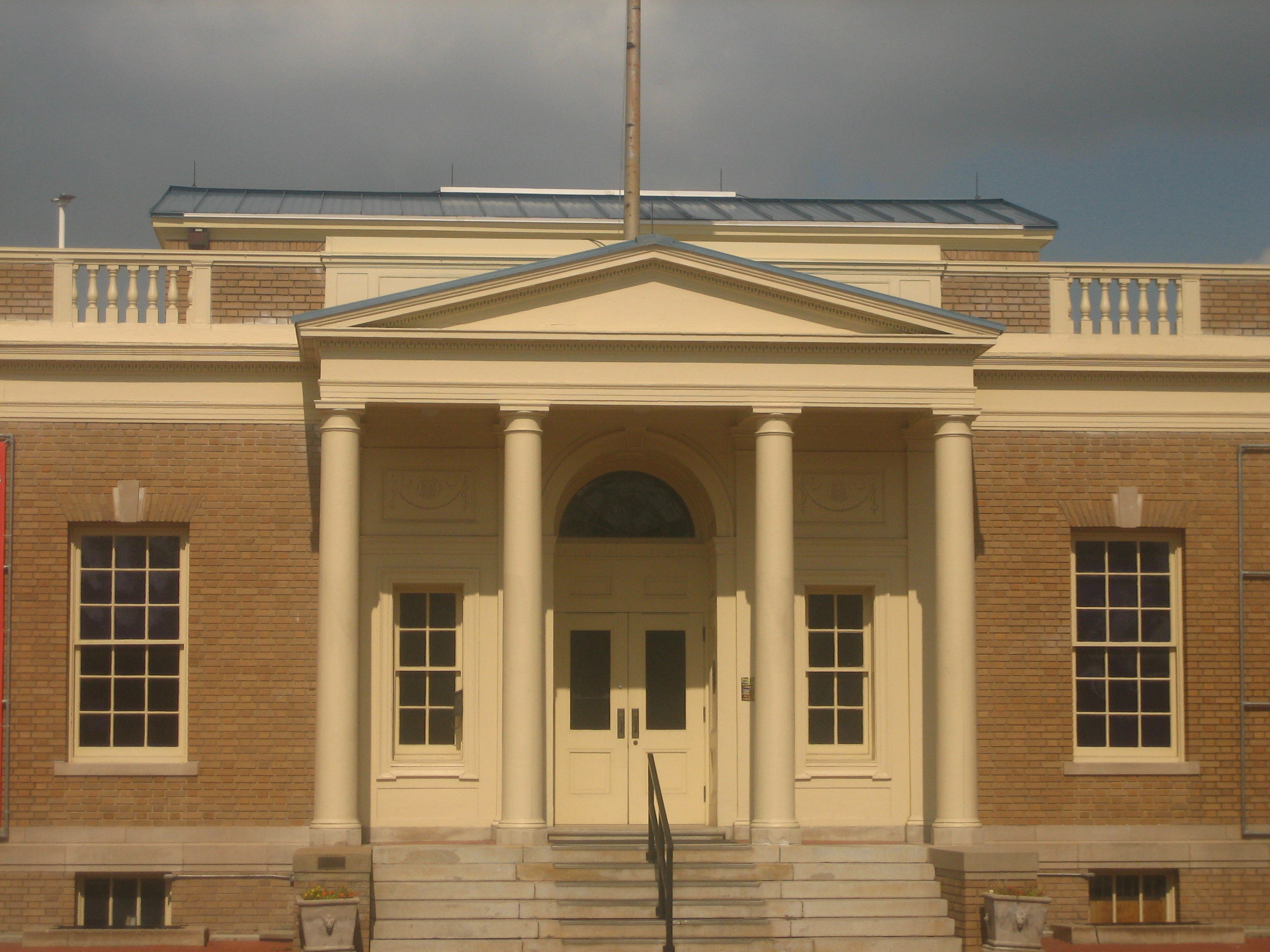
Музей округа Матагорда
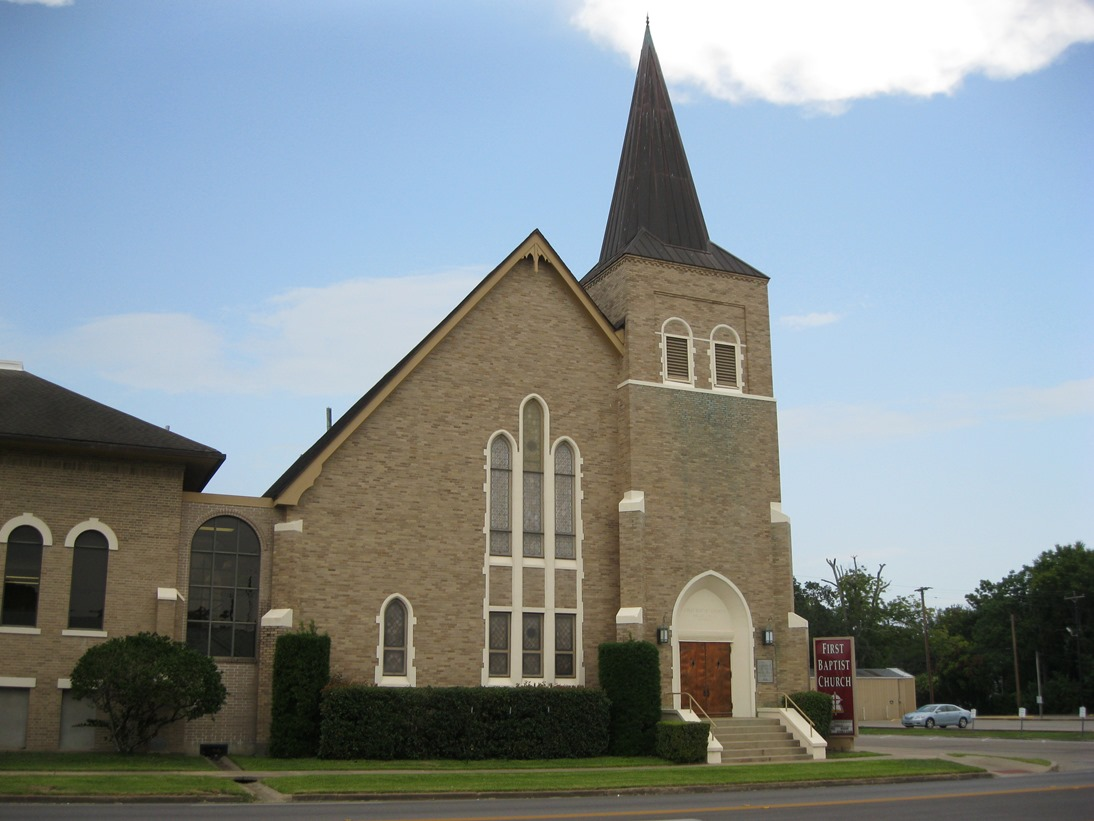
Первая баптистская церковь была построена в 1850-х годах, но разрушена ураганом в 1909 году. Нынешнее здание построено в 1947.
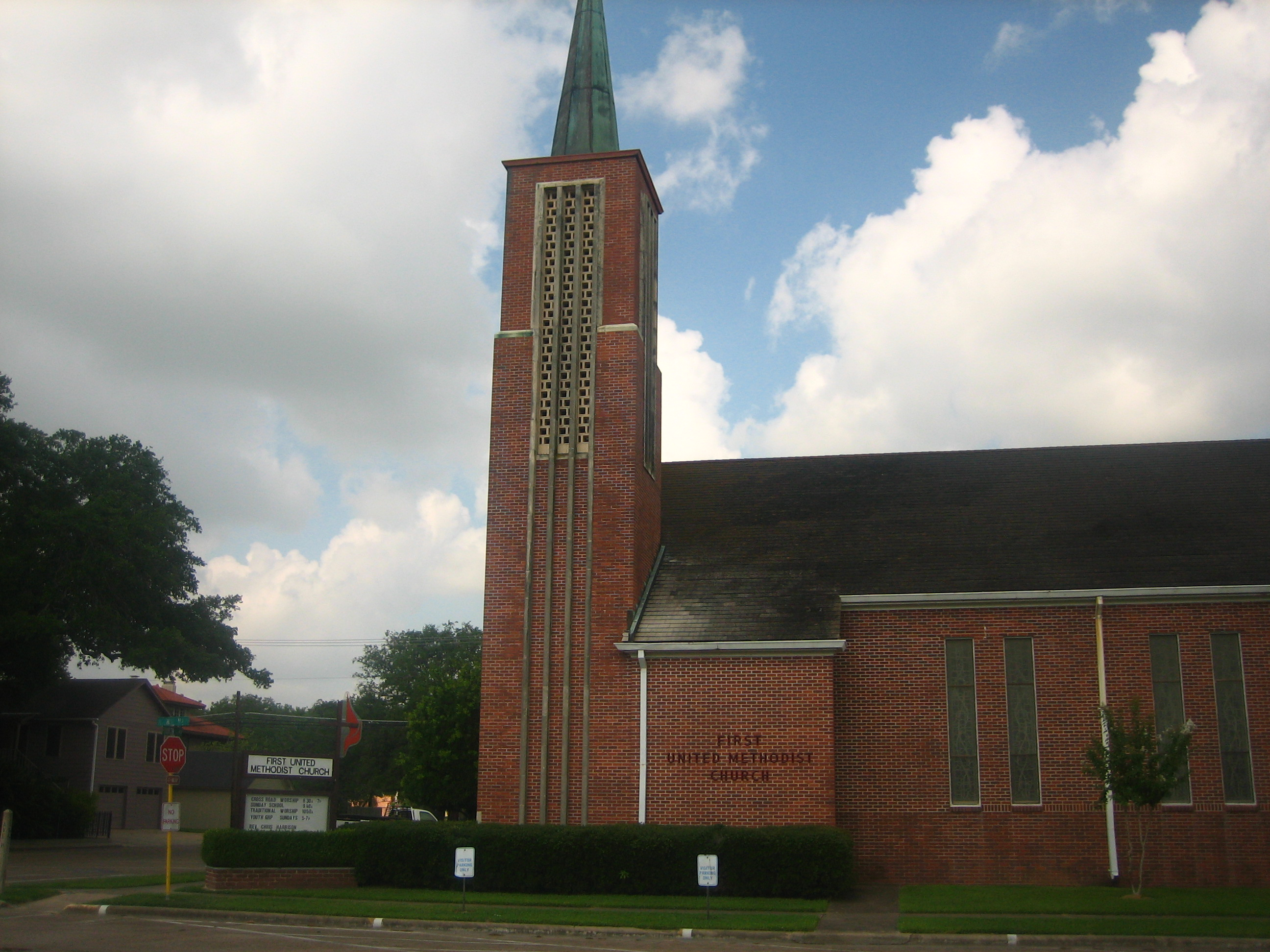
Первая методистская церковь в Бей-Сити
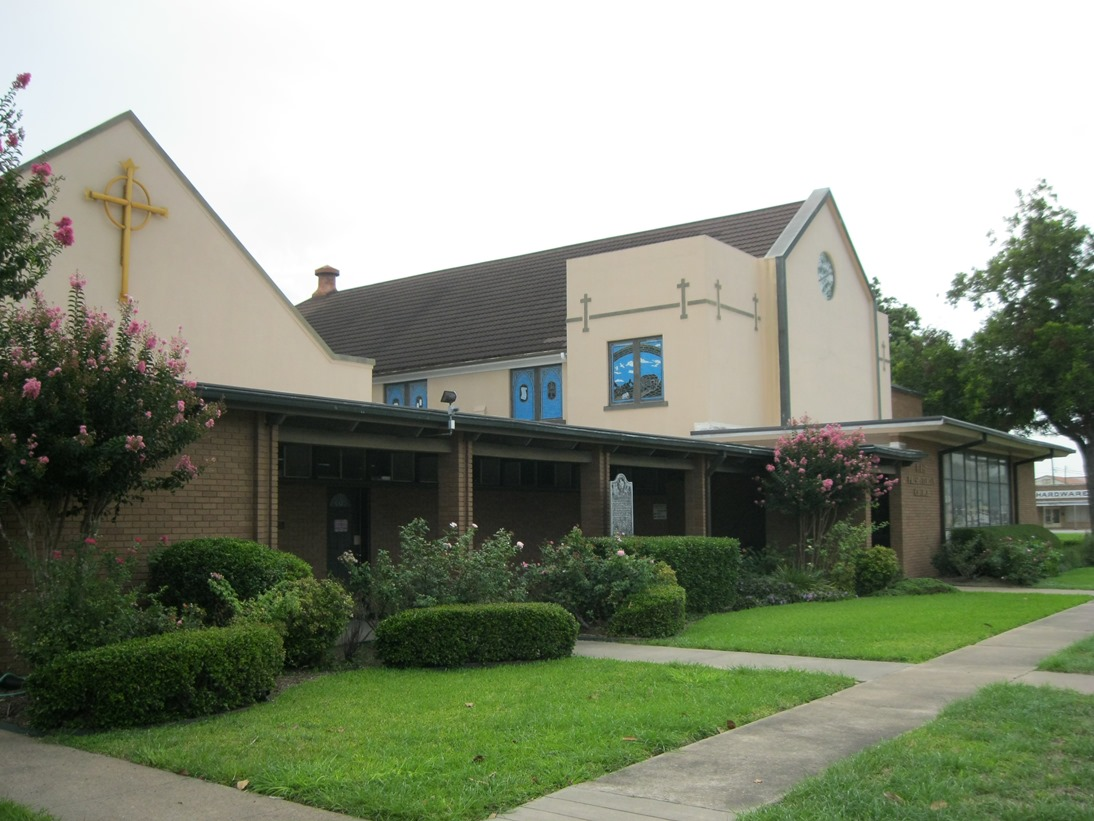
Первая пресвитерианская церковь города
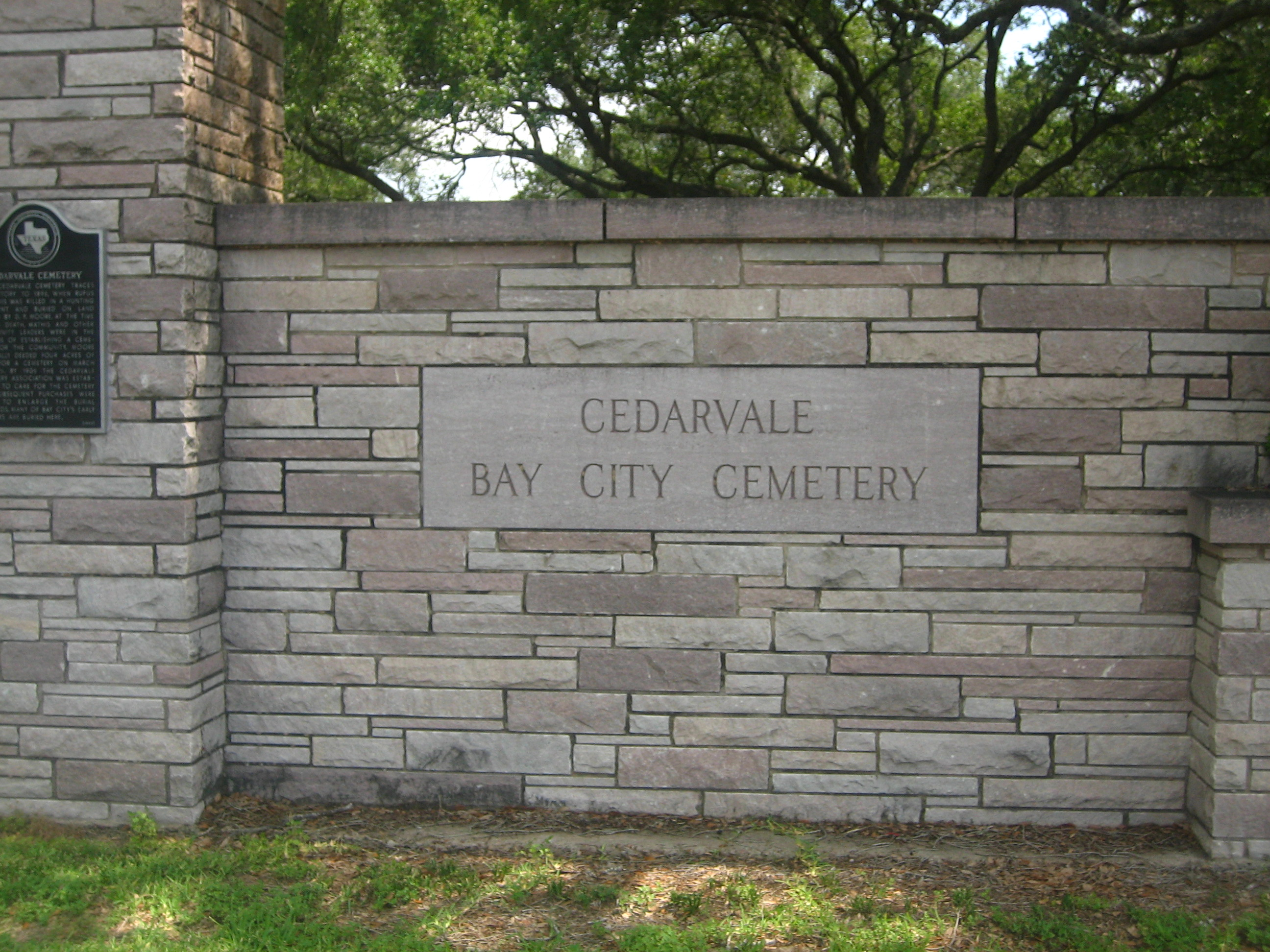
Вход на кладбище Сидарвейл в Бей-Сити, где захоронен один из первых пионеров региона